# Іванов Всеволод В'ячеславович
Іванов Всеволод В'ячеславович (рос. Иванов Всеволод Вячеславович; 24 лютого 1895, Леб'яже, Семипалатинська область — 15 серпня 1963, Москва, РРФСР) — російський письменник, сценарист. Батько мовознавця В'ячеслава Всеволодовича Іванова.

## Біографія
Народився в родині вчителя.
Друкувався з 1915 р. Був членом редколегії багатьох журналів і видавництв.
На початку 1920-х належав до об'єднання літераторів «Серапіонові брати» (до групи входили Корній Чуковський, Микола Гумільов, Борис Ейхенбаум та інші).
За його романами створено фільми «Тафір і Міріам» (1928), «Хабу» (1928) тощо.
Автор сценарію української кінокартини «Олександр Пархоменко» (1942). Нагороджений двома орденами Трудового Червоного Прапора, медалями. Був членом Спілки письменників Росії.